# Rue La Vrillière
La rue La Vrillière est une voie du 1er arrondissement de Paris, en France. 

## Situation et accès
Longue de 110 mètres, elle commence au 41, rue Croix-des-Petits-Champs et se termine au 7, rue La Feuillade.
Le quartier est desservi par les lignes 7 et 14 à la station Pyramides.

## Origine du nom
Elle doit son nom à l'hôtel de La Vrillière qui se trouvait à hauteur des nos 1 et 3, construit en 1635-1650 par François Mansart pour Louis Phélypeaux, marquis de La Vrillière, et transformé en 1715 par Robert de Cotte pour le comte de Toulouse.

## Historique
Cette voie publique faisait anciennement partie de la rue Croix-des-Petits-Champs, ou de la rue Neuve-des-Petits-Champs.

## Bâtiments remarquables et lieux de mémoire

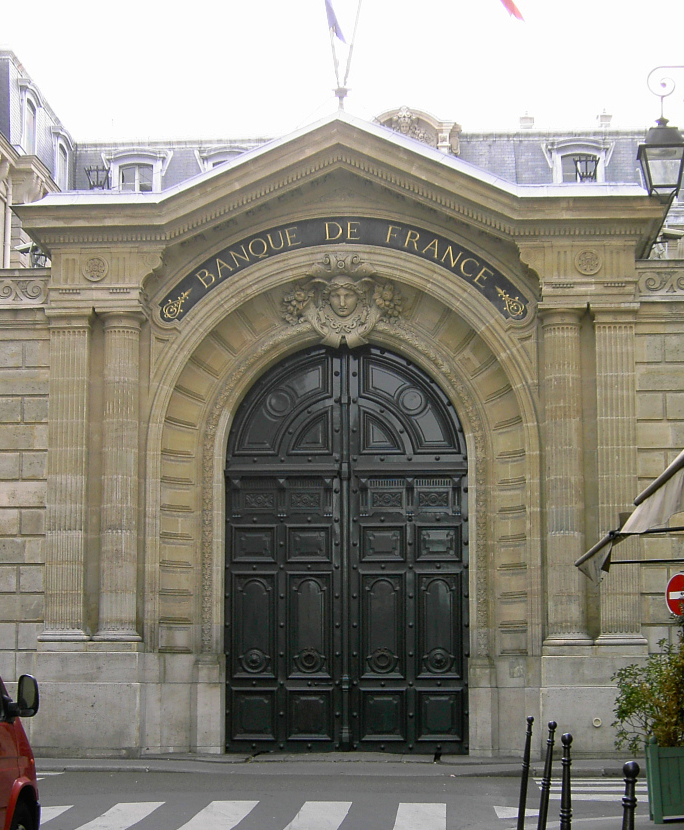
Façade de la Banque de France.

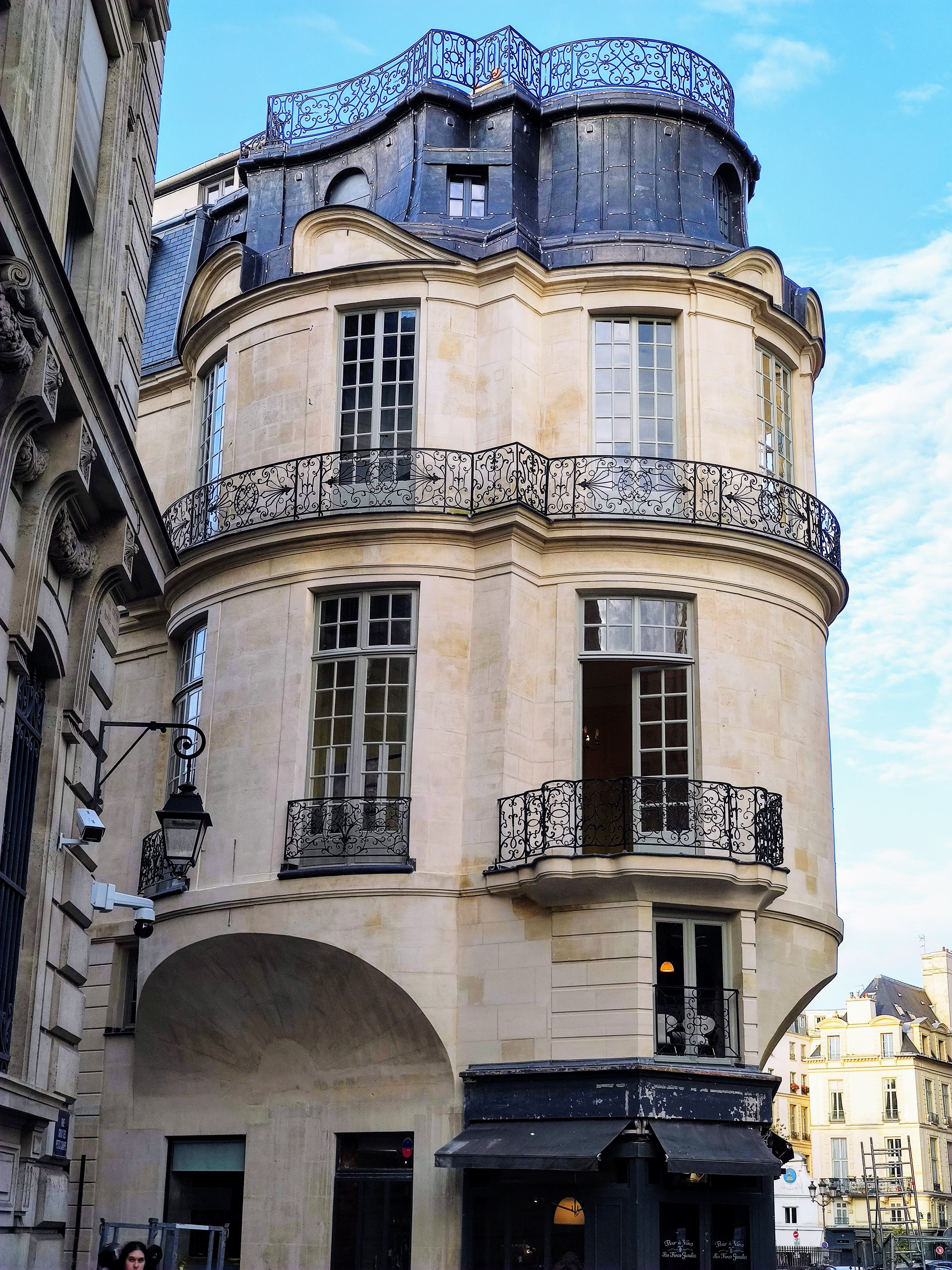
No 2 : hôtel de Jaucourt.

- Nos 1 à 3 : l'hôtel de Toulouse (ex hôtel de la Vrillière), propriété de la Banque de France depuis 1811, qui l'a fait rénover, en particulier la Galerie dorée.
- No 2 : hôtel de Jaucourt, édifié en 1733, dont la façade sur rue est inscrite à l'inventaire supplémentaire des monuments historiques (1928)[1].
- No 8 : Leonor Fini y vécut de 1960 à sa mort en 1996, ainsi qu'en fait mémoire la plaque apposée sur l'immeuble[2].
- No 10 : Nicolas Viton de Saint-Allais y demeurait en 1816[3]. Il est l'auteur des généalogies historiques des maisons souveraines de l'Europe et du livre Nobiliaire universel de France ou Recueil général des généalogies historiques des Maisons Nobles de ce royaume, en vente chez l'auteur à cette adresse.